# Pac-Man Fever (canção)
"Pac-Man Fever" é um single de Buckner & Garcia baseando no popular jogo de videogame dos anos 80, Pac-Man. A canção atingiu a posição #9 na Billboard Hot 100 nos Estados Unidos em março de 1982. No mesmo mês, foi certificado com ouro pela RIAA com mais de 1.000.000 de unidades vendidas; o single vendeu 1,2 milhão de cópias até o final de 1982, e 2,5 milhões de cópias no total até 2008. O canal VH1 classificou-o na 98ª colocação em sua lista dos 100 melhores One Hit Wonders dos anos 80.